# Unterwasser
Unterwasser est un lieu-dit de la commune de Wildhaus-Alt Sankt Johann dans le canton de Saint-Gall en  Suisse. 

## Géographie

Vue aérienne (1964)

Il s'agît du deuxième endroit le plus élevé de la vallée et de la circonscription électorale de Toggenburg. Le village est localisé entre Alpstein et les Churfirsten, au pied du Säntis à une altitude de 910 mètres.

## Tourisme
L'endroit est réputé pour les sports d'hiver et de montagne. En 1934, la première remontée méchanique du Toggenburg, le funiculaire appelé Iltiosbahn menant au Iltios à 1 350 m fut inauguré. Aujourd'hui ce dernier fait partie des installations du domaine skiable du haut Toggenburg, tout comme le téléphérique reliant Iltios au Chäserrugg, le premier sommet des Churfirsten, à l'altitude de 2 262 m d'altitude.

## Personnalité
Unterwasser est la commune d'origine du double médaillé olympique en saut à ski, Simon Ammann.